# Vecchiano
Vecchiano is een gemeente in de Italiaanse provincie Pisa (regio Toscane) en telt 12.031 inwoners (31-12-2004). De oppervlakte bedraagt 67,4 km², de bevolkingsdichtheid is 179 inwoners per km².
De volgende frazioni maken deel uit van de gemeente: Avane, Filettole, Migliarino Pisano, Nodica.

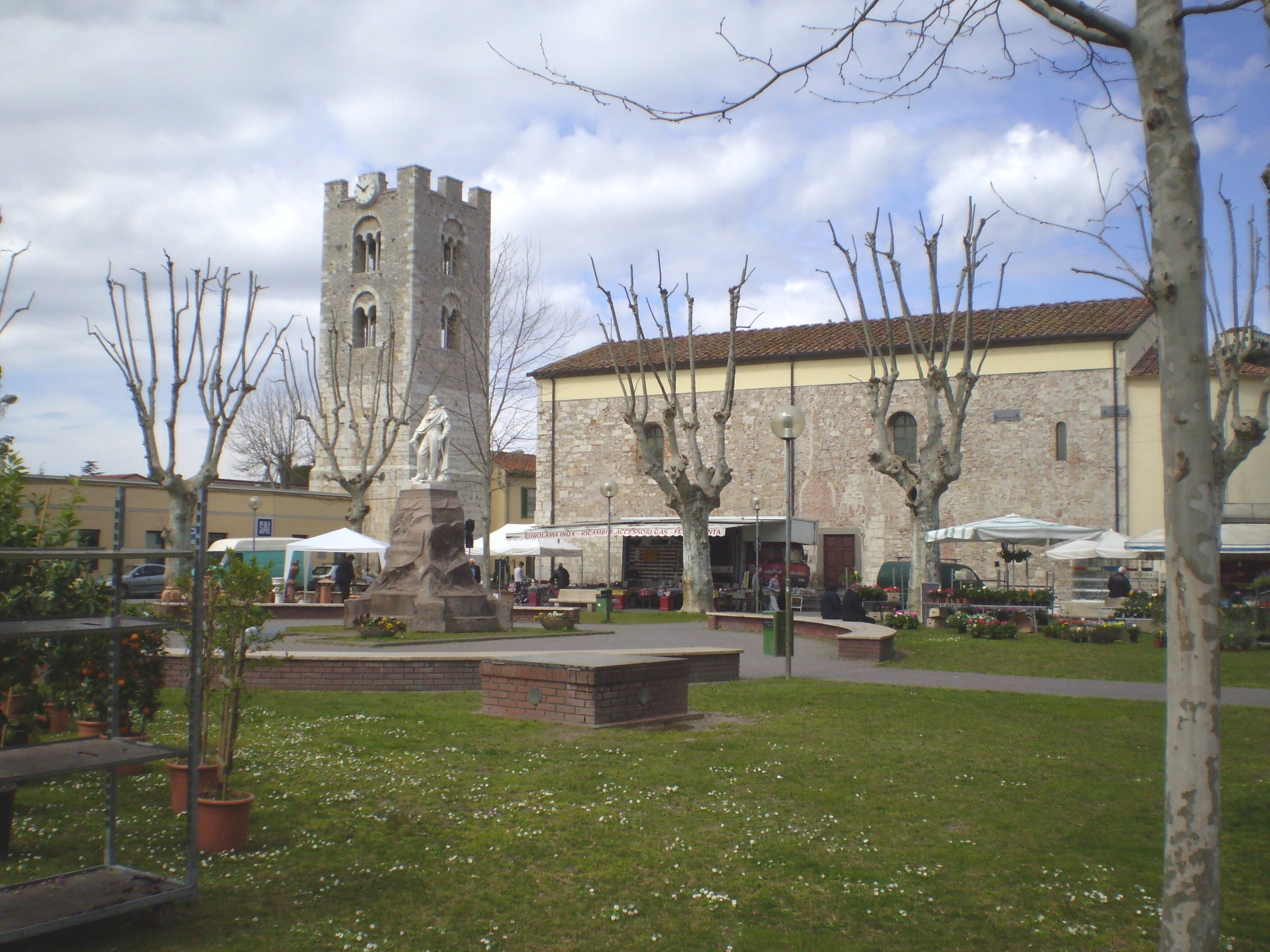
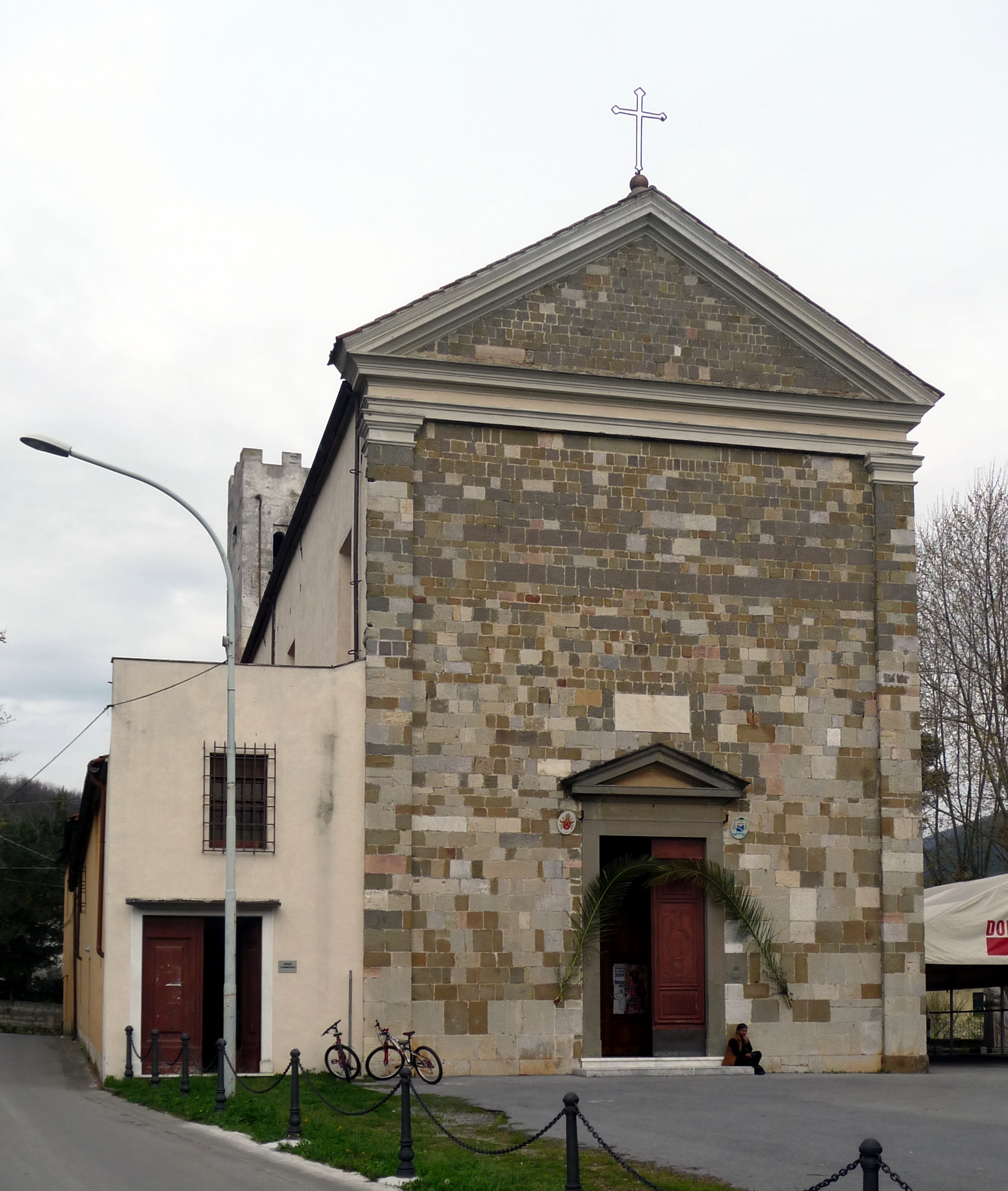

## Demografie
Vecchiano telt ongeveer 4532 huishoudens. Het aantal inwoners steeg in de periode 1991-2001 met 9,8% volgens cijfers uit de tienjaarlijkse volkstellingen van ISTAT.
| Jaar | Inwoneraantal |
| ---- | ------------- |
| 1991 | 10.410        |
| 2001 | 11.425        |

## Geografie
De gemeente ligt op ongeveer 5 m boven zeeniveau.
Vecchiano grenst aan de volgende gemeenten: Lucca (LU), Massarosa (LU), San Giuliano Terme, Viareggio (LU).